# Le Voyage du père
Le Voyage du père is een Franse film  van Denys de La Patellière die werd uitgebracht in 1966. 
Het filmscenario is gebaseerd op de gelijknamige roman (1965) van romancier Bernard Clavel.

## Verhaal
Marie-Louise is de oudste dochter van de boerenfamilie Quantin uit de Jura. Twee jaar geleden is ze verhuisd naar Lyon waar ze als kapster werkt. Nu heeft ze haar ouders per telegram verwittigd dat ze niet zal aanwezig zijn op haar verjaardagsfeest omdat ze te veel werk heeft. Haar moeder is woedend op het kapsalon en verplicht haar man naar Lyon te reizen. 
Quantin, een eenvoudige en veel te brave man, vraagt aan onderwijzer Frédéric, in zijn ogen de ideale man voor Marie-Louise, hem te vergezellen. In het kapsalon vernemen ze dat Marie-Louise daar na drie maanden vertrokken is en dat ze nu werkt in het salon 'Trianon'. Quantin gaat op zoek naar dat salon en hij belt er aan. Men vertelt hem dat Marie-Louise niet 'beschikbaar' is en men leidt hem verder binnen. Hij valt flauw wanneer hij doorheeft dat hij terechtgekomen is in een bordeel en dat men hem als een klant beschouwt. 
Als hij weer is bijgekomen verzekert de uitbaatster hem dat Marie-Louise bij haar is weggegaan zodra ze door had dat ze niet zou werken in een schoonheidssalon. Daarna zetten Quantin en Frédéric hun zoektocht voort.

## Rolverdeling
| Acteur             | Personage                                |
| ------------------ | ---------------------------------------- |
| Fernandel          | Quantin, boer uit de Jura                |
| Lilli Palmer       | Isabelle Quantin, zijn vrouw             |
| Laurent Terzieff   | Frédéric, de onderwijzer                 |
| Philippe Noiret    | de ontevreden reiziger                   |
| Michel Auclair     | een vriend en een klant van Marie-Louise |
| Madeleine Robinson | de uitbaatster van het salon 'Trianon'   |
| Etienne Bierry     | de baas van de bistro 'La Patrie'        |
| Rosy Varte         | de bazin van 'La Patrie'                 |
| Olivier Mathot     | de kapper                                |
| Jacqueline Jefford | de conciërge                             |
| Dominique Page     | de buurvrouw van Marie-Louise            |
| Yves Barsacq       | de klant van het salon 'Trianon'         |